# عسر الجماع
عسر الجماع (بالإنجليزية: Dyspareunia)‏ صعوبة، أو ألم واضطرابات الجنسية التي يكون منشؤها في معظم الأحيان هو تشنج المهبل. الالتهابات المهبلية المعدية, ذات المنشأ الطفيلي أو الفطري مثل داء المبيضات، وداء المشعرات والمتدثرات، تسبب ألما عند المجامعة، ويكون هذا الألم مصحوباً بسيلان مهبلي مثير للحكة في معظم الأحيان، ولكنه سريع الشفاء عند معالجة أسبابه. وغالبا ما تترافق الالتهابات المهبلية مع جفاف المهبل الذي يمكن أن يستمر بعد معالجة الالتهاب، فيتطلب الأمر علاجا خاصا. تظهر بعض الأوجاع الخاصة على اثر عملية جراحية أو بعد الولادة في الأسبوعين الأولين من الجماع، حيث الألم ناجم عن إدخال القضيب، أو حركته في المهبل، ويمكن أن يكون ناجماً عن جرح عميق في الحوض، أو عند إدخال غير متناسب، إذا كان حجم المهبل صغيراً، مثل اغتصاب الصغار. وقد تنجم الأوجاع عن تشوه في الأول قد زال، أم ما زال، ولكن المرأة تتوقع حدوث الألم مسبقاً فتعاني من جفاف وتضيق المهبل. هناك أيضا الألم المهبلي الذي تشعر به المرأة عند المجامعة في مرحلة الإياس، ينجم عن ضمور انقلاب وضع الرحم، لأن هذه العمليات غالبا ما تضاعف أوجاع المرأة بدلا من شفائها. ومن أسباب الألم العميق، التهاب القنوات وبطانة الرحم، وتشمل امتداد بطانة الرحم خارج تجويف الرحم. هناك بعض العمليات الجراحية التي تستأصل عنق الرحم وتقصر المهبل فيسبب أوجاع أثناء الجماع في وقت لاحق.أما إذا أجريت العملية بدون المساس بعنق الرحم والمهبل فلا تؤثر كثيرا في الممارسة الجنسية. الأسباب النفسية ناجمة في الغالب عن ذكريات، أو ممارسات أليمة، أو عن جهل مطبق بالعملية الجنسية، ويمكن التغلب عليها بسهولة، إذا تغلب الطرفين على المخاوف المسبقة.

## الأسباب
العديد من مسببات عسر الجماع عند الإناث ومنها الالتهابات (المبيضات، الكلاميديا، داء المشعرات، والتهابات المسالك البولية)، التهاب بطانة الرحم، الأورام، جفاف المهبل ,و قد ينجم عن ختان الإناث، ندبة الأنسجة الناتجة عن الجراحة. أما من المسببات عند الرجال : بعض الأحيان ألم في الخصية أو في منطقة حشفة القضيب مباشرة بعد القذف ,التهابات في البروستاتا والمثانة، أو الحويصلات المنوية قد يؤدي إلى حرقان أو حكة شديدة بعد القذف وجعل تحفيز الأعضاء التناسلية مؤلمة أو غير مريحة، التشوهات التشريحية للقضيب، عدوى السيلان.
وتنقسم إلى عاملين:

### العوامل  العضوية
ألآم الإيلاج الحادة الناجمة عن قلة الإفرازات المهبلية و التي تنتج بدورها عن قصر مدة المداعبة الكافية أو انخفاض في مستوى هرمون الأنوثة (الأستروجين) أو التعاطي لأدوية تخفض من مستوى الرغبة الجنسية و بالتالي تكبح إنتاج الإفرازات الضرورية مما يجعل عملية الإيلاج امرأ مؤلما. الإصابات و الجروح القريبة من المهبل ويشمل ذلك التقيحات الناجمة عن حادثٍ ما، و العمليات الجراحية في المنطقة التناسلية كاستئصال الرحم أو العلاجات الطبية للسرطان أو حالات ختان الإناث..، و الأمراض التناسلية كالتهاب الحوض، وتكيسات المبيض وأمراض الرحم و الأورام الرحمية و أمراض أخرى  كالتهاب المثانة، ومتلازمة القولون العصبي، والبواسير. العدوى أو الطفح والالتهاب الجلدي: تسبب العدوى في منطقة الأعضاء التناسلية أو الجهاز البولي أو الإصابة بالأكزيما أو غيرها من مشكلات الجلد في منطقة الأعضاء التناسلية ألمًا حادا عند الجماع. التشوهات الخلقية: يمكن أن تتسبب المشاكل الخلقية في عسر الجماع، كالتشوهات على مستوى التشكل الطبيعي للأعضاء التناسلية. (مهبل غبر مكتمل التكوين) التشنج المهبلي: حيت أن تقلص عضلات جدار المهبل  اللاإرادي لعضلات يؤدي لا محالة إلى جعل  عملية الإيلاج  مؤلمة.

### العوامل الانفعالية و السلوكية
تداخل الانفعالات بشكل عميق مع النشاط الجنسي، وبذلك يمكن أن تؤدي دورًا في الألم الجنسي. وتتضمن عوامل الانفعالات كل من الاضطرابات النفسية كالاكتئاب أو القلق أو عدم الثقة في المظهر الخارجي أو الخوف من العلاقات الحميمية، كأن يؤثر على  مستوى الإثارة مما يؤدي إلى عدم الارتياح و التشنج الذي ينتج عنه الألم. تتضمن أيضا كثرة الضغوطات النفسية: حيت تنكمش عضلات الحوض و تنقبض امتثالا للضغوطات الحياتية اليومية وهذا يمكن أن يؤدي للشعور بالألم في أثناء الجماع. ويتم أيضا إدراج الاعتداء الجنسي في قائمة العوامل الانفعالية والسلوكية وقد يكون لتجارب الاعتداء الجنسي سبب في الألم الناجم عن الجماع.

## الأعراض والعلامات
- الألم: ينقسم إلى ألم عند لمس الأعضاء التناسلية (يرتبط بمدة اللمس أو الضغط أو قد يستمر لدقائق، ساعات، أيام..) كما انه قد يكون نتيجة لنشاط جنسي أو أي شكل من أشكال الضغط المهبلي كالجلوس، ركوب الخيل، الدراجة...)، وألم داخلي عند الولوج المهبلي للقضيب أو الأصبع أو أداة أخرى.[3]
- توتر العضلات: الإرادية أو غير الإرادي يقتصر على العضلة العاصرة الشرجية أو يمتد إلى قاع الحوض والعضلات الأخرى.[3]
- الخوف من الألم الجنسي: إما يرتبط خاصة باللمس التناسلي أو من عملية الجماع أو خوف من الألم أو من الجنس بشكل عام و الذي يخلق نوعا من رهاب الجنس.[3]
- تجنب العلاقات الجنسية: نظرا لما تسببه من الآلام [3]
- فقدان المتعة الجنسية: بسبب الآلام الجنسية الناجمة عن العلاقة احمرار بعض الأعضاء الخارجية التناسلي حكة شديدة خلال الجماع أو بعده شعور بحرقة في الأعضاء التناسلية الخارجية والسيلان المهبلي.[4]

## العلاج
تتعدد الأسباب الممكنة لعسر الجماع وتتلخص في: التهاب مدخل المهبل، والقلق والمخاوف النفسية، وأسباب وراثية. كما أن العلاج المقترح يكون وفقا للسبب الظاهر خلال عملية التشخيص، وعليه فان لكل حالة من المرض طرق خاصة للعلاج، فإذا كان عسر الجماع ناتج عن التهاب في العضو التناسلي للمرأة فإن العلاج يتم بمرهم مضاد للفطريات. إذا كانت المشكلة ناتجة عن حالة نفسية فإن دور الأخصائي النفسي أو أخصائي في مجال العلاقات الجنسية، يعتبر ضروريا. كما أن  العلاج الطبيعي - العلاج بطريقة الارتجاع البيولوجي -  أثبت فعاليته بشكل كبير في علاج حالات عسر الجماع، أما بالنسبة للخيار الجراحي، فإنها تهدف إلى استبدال الأنسجة المختلة بأنسجة سليمة عن طريق إجراء تخدير موضعي أو كامل، وترتبط نسبة نجاحه بمهارة الطبيب الذي سيجري الجراحة ونوعها. بالنظر إلى أن هناك نوعين مختلفين من حالات عسر الجماع:
- عسر الجماع السطحي الذي يكون أثناء عملية الإيلاج الجنسي والذي غالبا ما ترتبط أسبابه بما هو نفسي آو بمرفولوجية الفرج الأنثوي أو بما هو عصبي-بيولوجي (اضطراب في إفراز الهرمونات المحفزة).[5]
- عسر الجماع العميق أثناء الجماع والذي يكون سببه إما التهاب في المهبل أو اضطراب في العلاقة بين الزوجين.[5]

وبالنظر إلى الحالتين التي ذكرنا إلا انه لا يوجد علاج واحد محدد لمعالجه أعراض الألم المزمن للعضو التناسلي لدى المرأة، كما أن جل العلاجات تنبني حول التجارب الإكلينيكية والدراسات الوصفية، بعض العلاجات تتم بواسطة الأدوية، أو الارتجاع البيولوجي (، أو الجراحة, أو العلاج المعرفي السلوكي.  كما أن معالجة عبر تغيير وضعيات الممارسة الجنسية أظهر نتائج ايجابية ، كما أن الانتباه المبكر لصعوبات التي تواجهها المريضة له وقع في تعجيل العلاج ونجاعته ويلعب دورا هاما في الوقاية وسرعة التخلص من المشكلة.

## التشخيص
يراجع الكثير من الذين يعانون عسر الجماع أطباء النسائية قبل أن يتم إجراء التشخيص الصحيح ولكن الوعي قد انتشر مع مرور الوقت. الم الجماع عادة يكون من واحدة من ثلاثة أصناف : ألم الفرج (ألم في فتح أو في الأعضاء التناسلية الخارجية)، ألام مهبلية، أو ألم عميق—أو مزيج من كل ثلاثة. ألم الفرج (النوع الأكثر شيوعا من عسر الجماع قبل انقطاع الطمث)، ألام مهبلية أو ضمور المهبل (والذي يحدث عادة بعد انقطاع الطمث)، وعسر الجماع العميق أو آلام الحوض (المقترنة بالأمراض النسائية مثل كيسات المبيض، التهاب بطانة الرحم، والتصاقات في الحوض، والأمراض الالتهابية، أو الاحتقان). هو في أغلب الأحيان ينظر إلى ضمور المهبل كمصدر لعسر الجماع في النساء بعد سن اليأس ويترافق عادة مع نقص هرمون الاستروجين. ويرتبط نقص الاستروجين مع عدم كفاية الترطيب، والذي يمكن أن يؤدي إلى الاحتكاك مؤلم أثناء الجماع. عسر الجماع هي مشكلة معقدة، وكثيرا ما تكون المسببات المرضية متعدد العوامل.وقد اقترح طريقة جديدة لتحديد عسر الجماع مؤخرا وتصنيفه إلى الام الأولية والثانوية والثالثة.